# David McTaggart
David „Dave“ Fraser McTaggart (* 24. Juni 1932 in Vancouver, British Columbia; † 23. März 2001 in Paciano, Italien) war ein Umweltschützer und der Initiator, Gründer und erste Vorsitzende der internationalen Sektion von Greenpeace. 

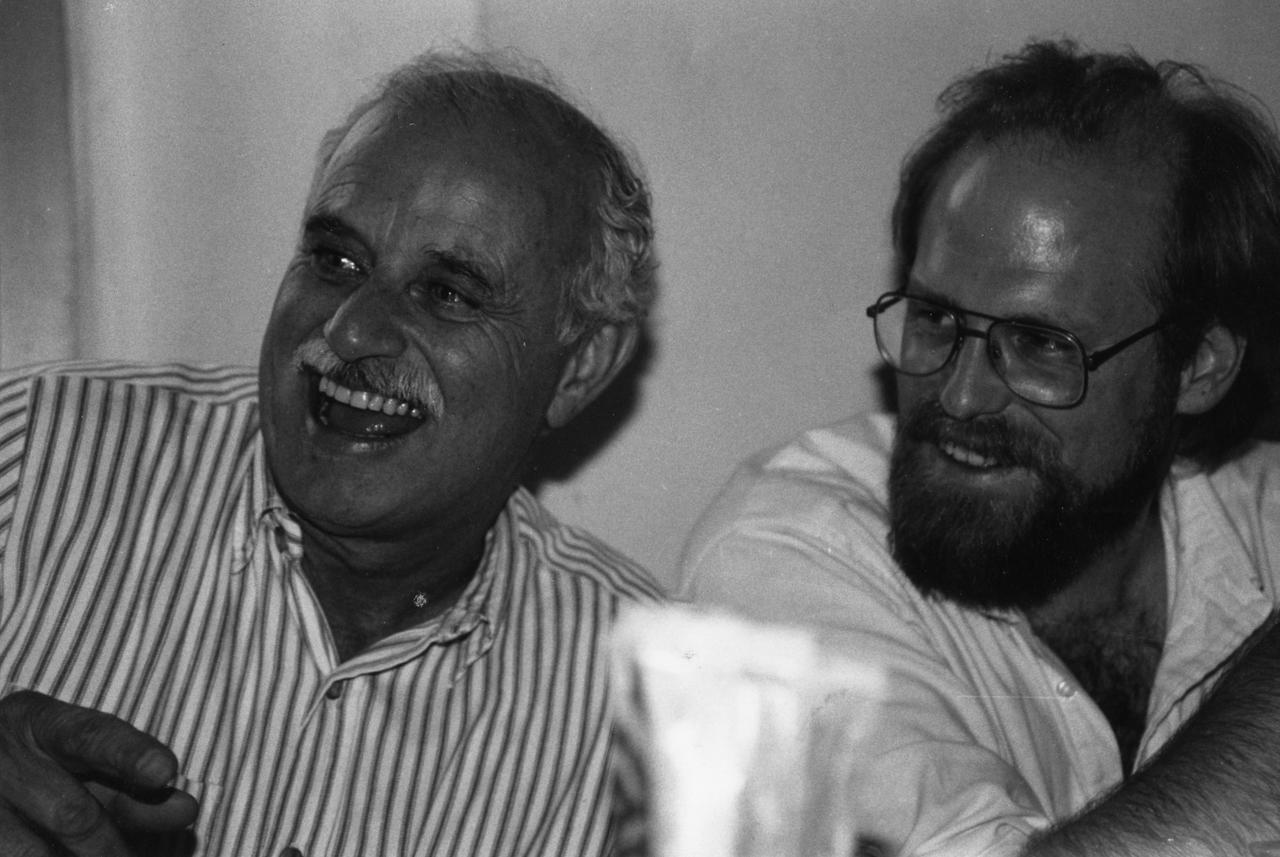
David McTaggart und Steve Sawyer (1986)

## Leben
David McTaggart erlebte eine behütete Kindheit bei seinen Eltern George McTaggart (1899–1990) und dessen Frau Mary. Er hatte zwei Geschwister, eine zehn Jahre ältere Schwester und seinen Bruder Drew (1929–1995).
In seiner ersten Lebenshälfte war McTaggart Bauunternehmer und Lebemann. Zuvor hatte er dreimal die kanadischen Meisterschaften im Badminton für sich entscheiden können. Er hat fünf Kinder mit mehreren Frauen. Nach der Pleite seiner Firma in Kanada zog er nach Neuseeland und kaufte sich dort 1969 die Segelyacht Vega, ohne eine konkrete Perspektive.
1972 wurde er auf die Proteste von Greenpeace gegen französische Atombombentests aufmerksam. Auf Anregung von Greenpeace stellte er nicht nur seine Jacht zur Verfügung, sondern fuhr selbst mit drei weiteren Crewmitgliedern in internationale Gewässer rund um das Mururoa-Atoll, die Frankreich als eigenes Sperrgebiet ansah. Durch ihren Aufenthalt im Sperrgebiet wollten die vier Umweltschützer einen französischen Atomtest im Südpazifik verhindern. Sie erreichten internationale Aufmerksamkeit, konnten den Test aber nur um einige Tage verzögern. Die Vega wurde von einem französischen Kriegsschiff gerammt und die vier Aktivisten festgenommen. Im darauf folgenden Jahr, 1973, wiederholte Frankreich die Atomtests und McTaggart die Protestfahrt. McTaggart und ein weiteres Crewmitglied wurden zusammengeschlagen und schwer verletzt.
1979 gründete McTaggart Greenpeace International, dessen Vorsitz er bis 1991 führte.
Nach seinem Rücktritt als Vorsitzender führte er ein ruhigeres Leben, blieb aber bis zu seinem Tod für Greenpeace aktiv. Er starb an Herzversagen oder an dem dadurch verursachten Autounfall, nahe seiner ökologischen Olivenfarm in Umbrien. Dabei wurde ein älteres italienisches Ehepaar in einem anderen Wagen schwer verletzt, der Mann starb später.

## Zitate
„Denkt immer daran, dass es um den Weg eurer Kinder ins 21. Jahrhundert geht - und zur Hölle mit den Regeln“